# Alegoría de la inclinación
La Alegoría de la inclinación (en italiano, Allegoria dell'inclinazione) o Alegoría de la vocación es una pintura al óleo de 152 cm x 61 cm, realizado en 1615-16 por la pintora italiana Artemisia Gentileschi. Se encuentra en el techo de la Galería de pinturas de la Casa Buonarroti, en Florencia.

## La obra
La pintura fue encargado en 1615-16 por Miguel Ángel Buonarroti el joven (1568-1646), sobrino del célebre artista fiorentino. Representa a una joven semidesnuda, que sostiene con ambas manos una brújula sobre un lienzo de nubes celestes, mientras una estrella luminosa brilla sobre su cabeza, donde sus cabellos rubios parecen querer rebelarse contra un peinado elaborado.
Representa la alegoría de la inclinación, en el sentido de «vocación» o «propensión natural a algo concreto», y especialmente del talento natural o la predisposición para un arte. Los rasgos de la joven recuerdan los de algunos retratos, como el grabado de Jérome David, y supuestos autorretratos de la pintora.
A través de la alegoría, Artemisia Gentileschi, por entonces de 22 años, habría celebrado así su propia inclinación artística. Cierto o no, se propone una identificación estrecha de la joven de la tela con la figura de Artemisia, es indudable que la pintura tenía una carga de perturbadora sensualidad; carga que hoy sólo se puede imaginar, habiendo Leonardo di Buonarroto, sobrino nieto del comitente, por desgracia ordenado, a Baldassarre Franceschini llamado el Volterrano, la ejecución, hacia el año 1684, de unas vestimentas moralizadoras que cubrieran su original completa desnudez.